# ID認証技術推進協会

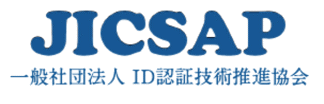
JICSAPのロゴマーク（日本語バージョン）

一般社団法人ID認証技術推進協会（あいでぃーにんしょうぎじゅつすいしんきょうかい, 英：Japan ID Connect with Secure Authentication Promotional association、略称「JICSAP（ジクサップ）」）は、ID認証技術の活用を通じ、高度化された情報社会の中で、生活者が安心・安全をもって、自らの権利を正当に行使していける社会システム作りの一翼を担っていくことを目指して1993（平成5）年3月に設立された一般社団法人である。2018（平成30）年6月の活動25周年を機に、活動の対象をICカードシステムからID認証技術全般へと拡大し、名称を日本ICカードシステム利用促進協議会（JICSAP）から変更した。

## 概要
ICカード仕様の標準化、アプリケーションの調査研究、モデル構築、普及・啓発活動や利用技術の検討などを目的として、24会員により任意団体として発足した。中間法人法の施行を契機とし法人格を取得し、2003（平成15）年1月に「有限責任中間法人 日本ICカードシステム利用促進協議会（JICSAP）」となる（その後、2008年に一般社団法人へ移行）。ICカードシステムをはじめとするID認証技術を普及・定着させ、より高度化した社会システムを築いていくため、社員および会員に必要となる情報の交換を行うとともに、利用技術の普及・啓壕活動、ビジネスモデル、標準化などの調査・研究・実証実験、諸外国との交流などを図ることを目的に掲げた。

## 沿革
1993年（平成5）3月　任意団体「IC カードシステム促進協議会（JICSAP）」として発足
2003年（平成15）1月　中間法人法の施行を契機とし法人格を取得。「有限責任中間法人 日本IC カードシステム利用促進協議会（JICSAP）」となる
2008 （平成20）年12月　法人格を、有限責任中間法人から、一般社団法人へと変更
2018（平成30）年6月　社会の環境変化に対応し、名称を「一般社団法人 ID 認証技術推進協会（JICSAP）」へ変更。活動対象をIC カードシステムからID 認証技術全般へ拡大

## 活動成果

### JICSAPガイドライン
- 本人認証技術導入ガイドライン【基本知識編】（2019年10月）　プレスリリース
- HCE（Host Card Emulation）導入ガイドライン（2019年3月）

### CC（コモンクライテリア）におけるプロテクションプロファイル
- 公共交通系IC カード用チップ向けプロテクション・プロファイル（PTPP）　プレスリリース

### 国内IC カードJIS 規格
- 国内ICカード実装仕様（JICSAP 仕様を元に開発したJIS 規格）
  - JIS X 6319-1　（ICカード実装仕様−第1部：外部端子付きICカード）
  - JIS X 6319-2　（ICカード実装仕様−第2部：非接触（外部端子なし）近接型ICカード）
  - JIS X 6319-3　（ICカード実装仕様−第3部：共通コマンド）
  - JIS X 6319-4　（ICカード実装仕様−第4部：高速処理用近接型ICカード）

### JICSAP仕様
- ICカード向けJICSAP仕様
  - JICSAP ICカード仕様V1.0（1997年9月）　多目的利用ICカード
  - JICSAP ICカード仕様V1.1（1998年7月）　広域・多目的利用ICカード
  - JICSAP ICカード仕様V2.0（2001年7月）
    - 第1部 接触型ICカード
    - 第2部 近接型ICカード
    - 第3部 共通コマンド
    - 第4部 高速処理用ICカード
    - 別冊（参考）：改版内容の解説